# Ipomoea nematoloba
Ipomoea nematoloba är en vindeväxtart som beskrevs av Ignatz Urban. Ipomoea nematoloba ingår i släktet praktvindor, och familjen vindeväxter. Inga underarter finns listade i Catalogue of Life.